# Tramlijn 3 (Utrecht)

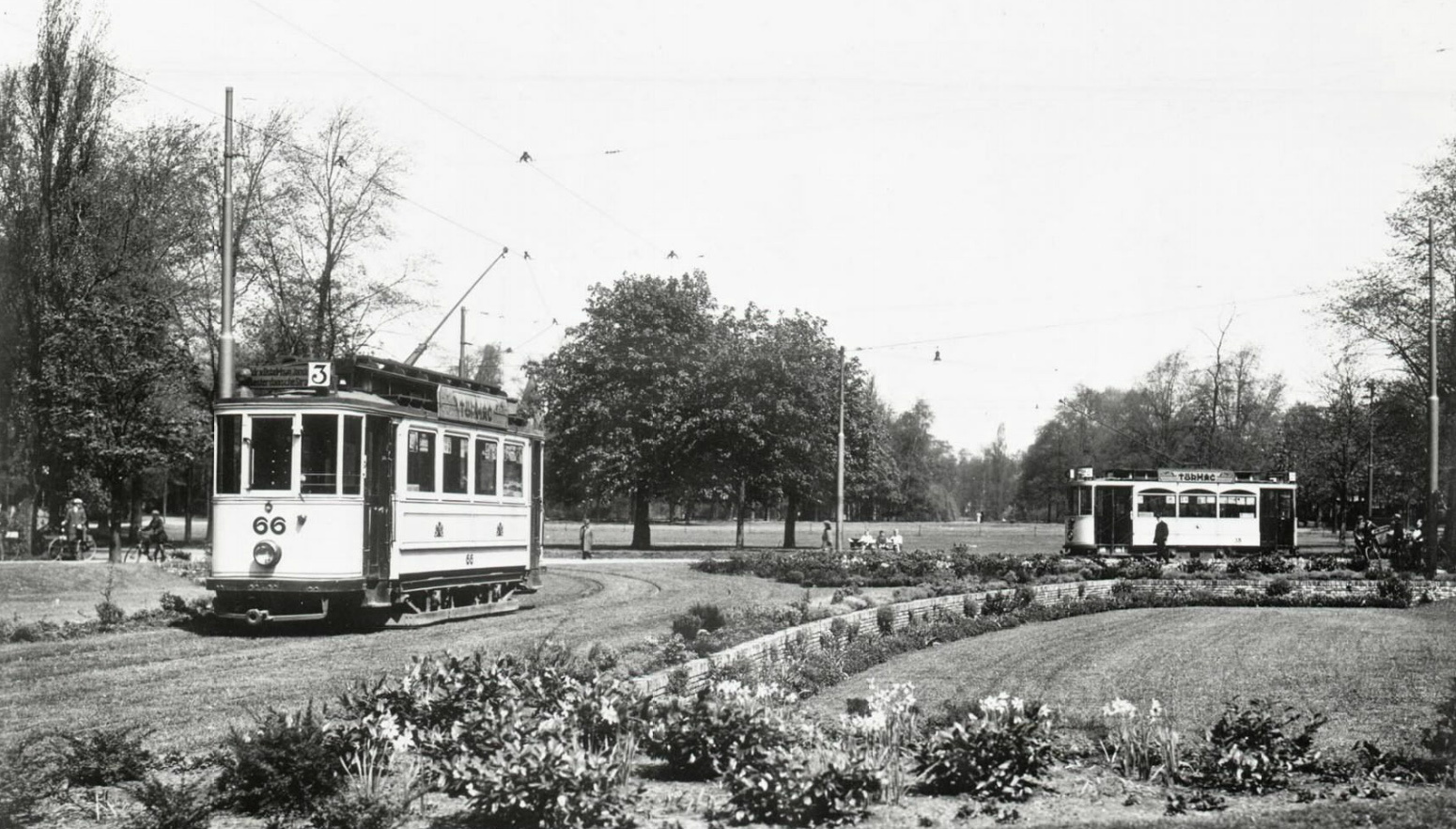
Een tram op lijn 3 aan de zuidkant van het Wilhelminapark.

Tramlijn 3 is een voormalige tramlijn van de Gemeentetram Utrecht. Het eerste gedeelte van de lijn werd geopend op 16 juni 1907. Het laatste gedeelte van de tramlijn werd opgeheven op 25 augustus 1938.
De eerste lijn liep vanaf het station via de route van lijn 1 via Wijk C naar de Museumbrug. De tweede lijn, vanaf 3 november 1908, liep vanaf de Amsterdamschestraatweg, het station, Neude via het Domplein naar het Ledig Erf.
Na opheffing van de tramdiensten per 30 september 1938 reden er tot 15 januari 1939 nog trams tussen het Station en het Stadion omdat er nog niet voldoende bussen beschikbaar waren.

## Routewijzigingen[1]
| Datum            | Kenmerk       | Route |
| ---------------- | ------------- | --- |
| 15 juni 1907     | Ingebruikname | Stationsplein - Catharijnesingel - Weerdsingel - Herenweg - Kaatstraat - Adelaarstraat - Weerdsingel - Wittevrouwensingel - Maliesingel - Maliebaan                                       |
| 16 oktober 1908  | Opheffing     | |
| 3 november 1908  | Ingebruikname | Ledig Erf - Twijnstraat - Nicolaaskerkhof - Lange Nieuwstraat - Domplein - Janskerkhof - Neude - Vredenburg - Catharijnesingel - Amsterdamschestraatweg (tot overweg)                     |
| 18 juni 1921     | Verlenging    | Ledig Erf - Twijnstraat - Nicolaaskerkhof - Lange Nieuwstraat - Domplein - Janskerkhof - Neude - Vredenburg - Catharijnesingel - Amsterdamschestraatweg (tot Geraniumstraat)              |
| 27 oktober 1923  | Verlenging    | Ledig Erf - Twijnstraat - Nicolaaskerkhof - Lange Nieuwstraat - Domplein - Janskerkhof - Neude - Vredenburg - Catharijnesingel - Amsterdamschestraatweg (tot Westinghousestraat)          |
| 1 mei 1930       | Andere route  | Adriaen van Ostadelaan - Wilhelminapark - Burgemeester Reigerstraat - Nobelstraat - Janskerkhof - Neude - Vredenburg - Catharijnesingel - Amsterdamschestraatweg (tot Westinghousestraat) |
| 24 augustus 1938 | Opheffing     | |

## Dienstuitvoering
| Datum       | Maandag - zaterdag                                                                            | Zondag                                                   |
| ----------- | --------------------------------------------------------------------------------------------- | -------------------------------------------------------- |
| 15 mei 1938 | Eerste rit 6:20. Overdag elke 7 min. tot 20u. 's Avonds tot 23u elke 10 min. Laatste rit 0:10 | Van 8 tot 9:30 elke 9 min. Dan tot 0:10 elke 6,5 minuut. |